# My Friends Tigger & Pooh
My Friends Tigger & Pooh là một bộ phim hoạt hình nhiều tập dựng bằng máy tính của Hoa Kỳ, dựa theo tác phẩm Winnie-the-Pooh của A. A. Milne. Trong phim, ngoài "nhân vật" chú gấu Winnie-the-Pooh và các bạn của nó, còn có thêm hai "nhân vật" mới: cô bé Darby tóc đỏ 6 tuổi và chú chó của cô bé có tên là Buster. Darby là bạn con người thứ hai của Winnie-the-Pooh và các bạn, sau Christopher Robin. Trong bộ My Friends Tigger & Pooh, Darby xuất hiện nhiều hơn Christopher.
Bộ phim được hãng Walt Disney Television Animation sản xuất và thường được chiếu trong chương trình Playhouse Disney của kênh truyền hình cho nhi đồng The Disney Channel. Bài hát trong phim do ban nhạc Jellyfish và ca sĩ Kay Hanley viết, được thể hiện bởi Hanley.
Bộ phim bắt đầu được phát sóng từ ngày 12 tháng 5 năm 2007. Tính đến ngày 4 tháng 10 năm 2008, bộ phim này đã có 205 tập được phát sóng. Bản DVD được phát hành trọn bộ từ cuối năm 2007.

## Các nhân vật
- Darby: cô bé tóc đỏ sáu tuổi có đôi mắt to hay đội mũ lưỡi trai.
- Buster: chú chó của Darby.
- Winnie-the-Pooh: chú gấu con hay mặc áo T-Shirt ngắn màu đỏ và rất thích ăn mật ong.
- Tigger (đọc là Tíc-gơ như trong tiếng Việt): Chú hổ giọng khàn, hay di chuyển bằng cách nhảy tưng tưng bằng đuôi.
- Piglet: Con thú ăn kiến con màu hồng tai to nhút nhát nhưng luôn cố gắng chiến thắng sự sợ hãi.
- Eeyore (I-yo): Chú lừa màu xám hay bi quan, buồn rầu.
- Rabbit: Chú thỏ thực dụng màu vàng.
- Lumpy the Heffalump: Chú voi con.
- Kanga: Một con kangaoo cái, mẹ của Roo.
- Roo: Một chú kangaroo con, con trai của Kanga.
- Christopher Robin

## Sản xuất
- Nhà sản xuất: Brian Hohlfeld, Angi Dyste
- Đạo diễn: David Hartman, Don MacKinnon
- Biên tập: Jhoanne Reyes
- Quản lý: Craig Simpson

Việc vẽ hình các nhân vật được tiến hành nhiều tại Nhật Bản bởi các họa sĩ của nước này.